# 嘉義市政府警察局

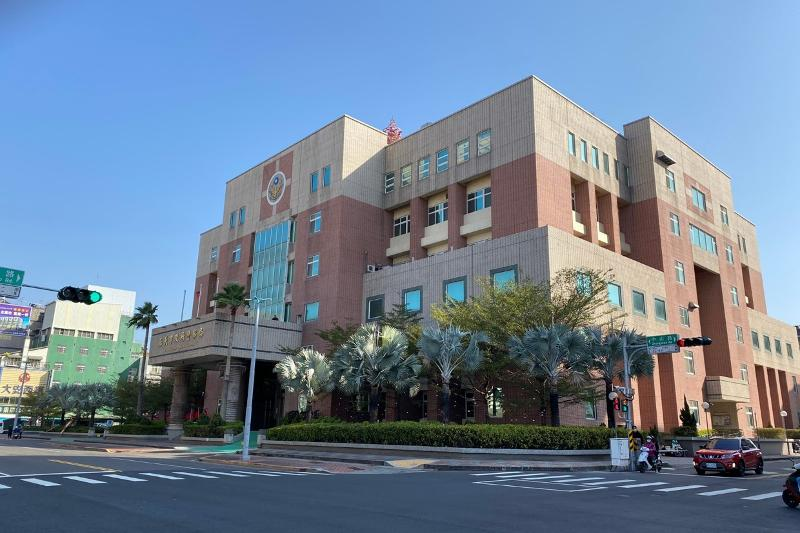
嘉義市政府警察局辦公大樓

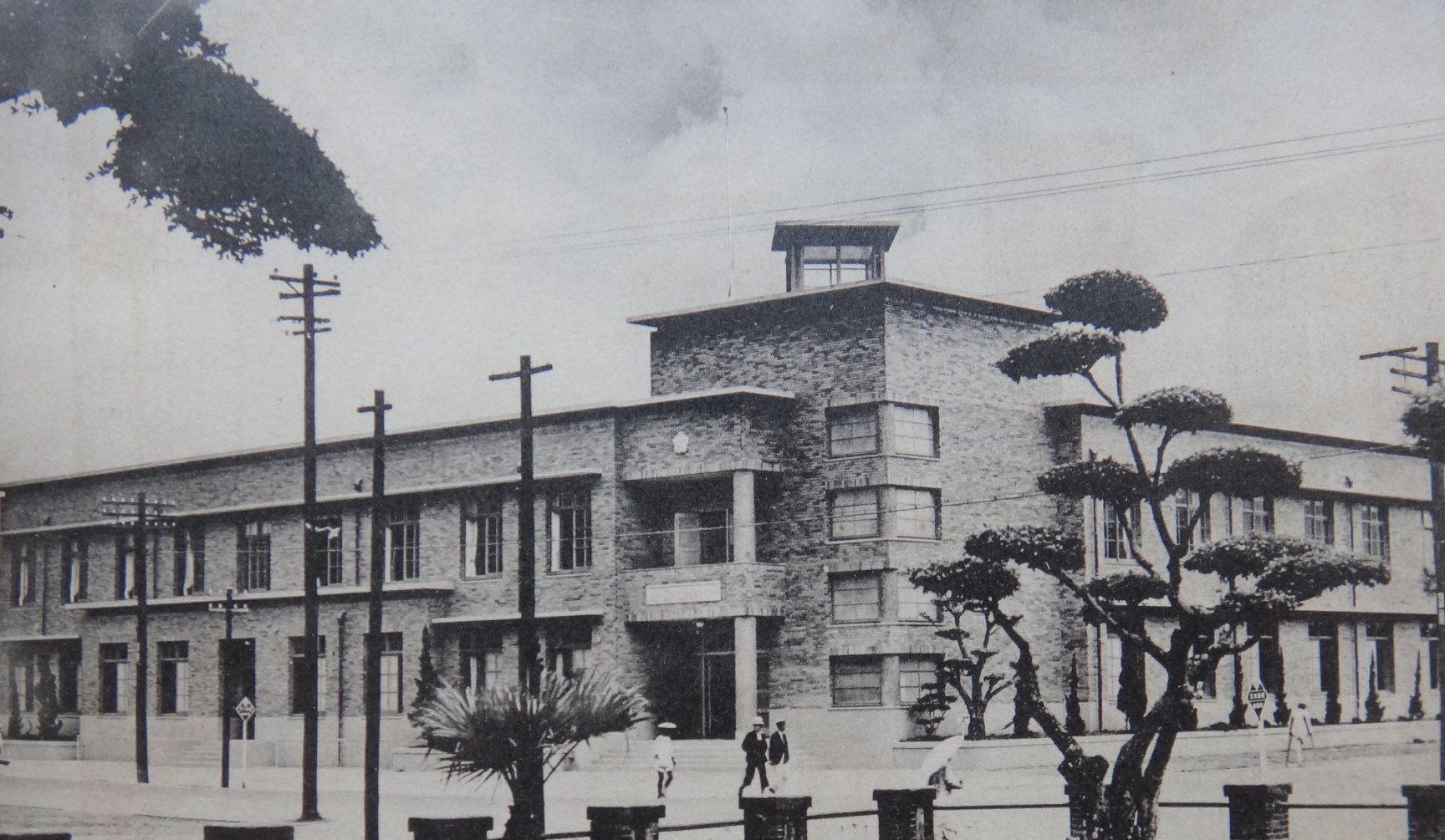
日治時期1936–37年興建之嘉義警察署舊廳舍原址，已拆除

嘉義市政府警察局（簡稱嘉義市警察局、嘉市警局）是中華民國嘉義市的最高警政機關，隸屬內政部警政署與嘉義市政府雙重監督，負責市轄西區與東區之警政業務，包括治安維護、交通管理、刑事偵查、毒品防制、婦幼安全、社區警政與公共安全等工作。局本部位於嘉義市中山路，為該市重要行政核心之一。

## 簡介
嘉義市警察局設立於1950年，前身為日治時期的「嘉義警察署」，原廳舍建於1936至1937年間，為磚造二層樓建築，至2000年10月因老舊拆除，現址改建為現代化警政大樓。嘉義市雖幅員較小，但為重要區域行政中心及交通轉運樞紐，警政任務繁重，局內設有局本部、行政與專業科室、直屬警察隊伍，並下轄第一與第二分局，轄區派出所遍布東、西區各主要地段。
截至2025年，局長為沈炳信，曾任桃園市政府警察局督察長、警政署防治組長等職，具備高度警政行政與紀律監督經歷。副局長為余鴻恩、李茂炎，主任秘書為李益杰，為嘉義市警察局高階核心團隊，致力推動科技警政、反詐行動、婦幼安全、交通秩序維護與偏鄰巡守體系，提升民眾安全感與警民互信。

## 組織
嘉義市政府警察局設有局本部、行政與業務科室、直屬警察隊，以及第一、第二分局統轄各派出所，以下為組織架構一覽：
| 單位類別       | 單位名稱 | 主要職掌                                                                             |
| -------------- | --- | ------------------------------------------------------------------------------------ |
| 局本部         | 局長室、副局長室、主任秘書室                                                                                           | 領導與統籌全局警政業務                                                               |
| 行政科室       | 行政科、督察科、保安科、外事科、後勤科、秘書科、資訊科、法制科、公關科、防治科、鑑識科、訓練科、人事室、會計室、政風室 | 負責人事管理、裝備採購、勤務規劃、外事警政、法律事務、政風調查、公共關係與科技建設等 |
| 勤務與直屬單位 | 勤務指揮中心、刑警大隊、交通隊、保安隊、少年隊、婦幼隊、民防管制中心                                                   | 擔任報案受理、勤務調度、刑案偵查、交通執法、集會維安、少年與婦幼保護及災防應變任務   |
| 所屬分局       | 第一分局、第二分局 | 管轄東區與西區之派出所，負責轄區日常治安、交通與民眾服務工作                         |

## 事件

### 嘉義車站刺警命案
2019年7月3日，嘉義火車站發生嚴重治安事件，一名乘客因補票問題與執勤警員發生爭執，使用刀械刺傷警員李承翰，造成其腹部重傷不治。事件震驚社會，引發對火車站警力與安全維護的檢討與改革。

### 反詐騙成效顯著
嘉義市警察局推動「打詐+AI 防詐全嘉」反詐專案與「打詐儀錶板」機制，10月份受理詐騙189件，財損1.1972億元，較前月減少案件9件、財損1,166萬元；警局並透過跨域合作成功攔阻逾1.8億元詐騙金，查緝代表性車手超過279人。

### 獲頒「非六都組打詐英雄獎」
2025年5月26日，嘉義市警局因2025年1至3月間受理詐騙案攔阻金額達逾8000萬，破獲詐騙集團225人，查扣2972萬元，獲警政署「打詐英雄獎」非六都組第二名表揚。

### 成功阻詐超過286萬元
第一分局蘇裕峯與鍾承恩等員警於巡邏勤務中，主動通報並阻止一宗假交友真詐騙案件，避免被害人遭損286萬元，展現警務人員對詐騙的警覺與即時應對能力。

## 外部連結
- 嘉義市政府警察局全球資訊網
- 嘉義市政府警察局的Facebook專頁